# Гільде Кравінкель-Сперлінг
Гільде Кравінкель-Сперлінг (нім. Гільде Кравінкель Шперлінґ; 26 березня 1908 — 7 березня 1981) — колишня німецька тенісистка.
Найвищу одиночну позицію світового рейтингу — 1 місце досягла 1936 року (за даними Неда Поттера).
Перемагала на турнірах Великого шолома в одиночному та змішаному парному розрядах.

## Фінали турнірів Великого шолома

### Одиночний розряд (3–2)
| Результат | Рік  | Турнір                | Покриття | Суперниця      | Рахунок       |
| --------- | ---- | --------------------- | -------- | -------------- | ------------- |
| Поразка   | 1931 | Вімблдонський турнір  | Трава    | Сіллі Оссем    | 2–6, 5–7      |
| Перемога  | 1935 | Чемпіонат Франції     | Ґрунт    | Сімонн Матьє   | 6–2, 6–1      |
| Перемога  | 1936 | Чемпіонат Франції (2) | Ґрунт    | Сімонн Матьє   | 6–3, 6–4      |
| Поразка   | 1936 | Вімблдонський турнір  | Трава    | Гелен Джейкобс | 2–6, 6–4, 5–7 |
| Перемога  | 1937 | Чемпіонат Франції (3) | Ґрунт    | Сімонн Матьє   | 6–2, 6–4      |

### Парний розряд (0–2)
| Результат | Рік  | Турнір               | Покриття | Партнерка         | Суперниці                 | Рахунок  |
| --------- | ---- | -------------------- | -------- | ----------------- | ------------------------- | -------- |
| Поразка   | 1935 | Чемпіонат Франції    | Ґрунт    | Марґарет Скрайвен | Іда Адамофф Кей Стаммерс  | 4–6, 0–6 |
| Поразка   | 1935 | Вімблдонський турнір | Трава    | Фреда Джеймс      | Сімонн Матьє Кей Стаммерс | 1–6, 4–6 |

### Мікст (1–1)
| Результат | Рік  | Турнір               | Покриття | Партнерка          | Суперниці                     | Рахунок  |
| --------- | ---- | -------------------- | -------- | ------------------ | ----------------------------- | -------- |
| Поразка   | 1930 | Вімблдонський турнір | Трава    | Даніель Пренн      | Елізабет Раян Джек Кроуфорд   | 1–6, 3–6 |
| Перемога  | 1933 | Вімблдонський турнір | Трава    | Готтфрід фон Крамм | Мері Гіллі Норман Фаркухарсон | 7–5, 8–6 |

## Часова шкала турнірів Великого шлему в одиночному розряді
| W | Ф | ПФ | ЧФ | #Р | КТ | К# | DNQ | A | NH |

| Турнір                                 | 1929  | 1930  | 1931  | 1932  | 1933  | 1934  | 1935  | 1936  | 1937  | 1938  | 1939  | Career SR |
| -------------------------------------- | ----- | ----- | ----- | ----- | ----- | ----- | ----- | ----- | ----- | ----- | ----- | --------- |
| Відкритий чемпіонат Австралії з тенісу |       |       |       |       |       |       |       |       |       |       |       | 0 / 0     |
| Відкритий чемпіонат Франції з тенісу   | 2р    | 3р    | ПФ    | ПФ    | 2р    |       | П     | П     | П     |       |       | 3 / 8     |
| Вімблдонський турнір                   |       | 2р    | Ф     | ЧФ    | ПФ    | 4р    | ПФ    | Ф     | ЧФ    | ПФ    | ПФ    | 0 / 10    |
| Відкритий чемпіонат США з тенісу       |       |       |       |       |       |       |       |       |       |       |       | 0 / 0     |
| SR                                     | 0 / 1 | 0 / 2 | 0 / 2 | 0 / 2 | 0 / 2 | 0 / 1 | 1 / 2 | 1 / 2 | 1 / 2 | 0 / 1 | 0 / 1 | 3 / 18    |